# Cnémophile soyeux
Loboparadisea sericea
Genre
Espèce
Statut de conservation UICN

 LC  : Préoccupation mineure
Statut CITES
Le Cnémophile soyeux ou Paradisier soyeux (Loboparadisea sericea) est une espèce de passereaux, seul représentant du genre Loboparadisea. Ce genre, traditionnellement classé dans la famille des Paradiséidés (famille des paradisiers ou oiseaux de paradis), appartient à la famille des Cnemophilidae, d'après la classification de référence du Congrès ornithologique international.